# Emilia Fahlin

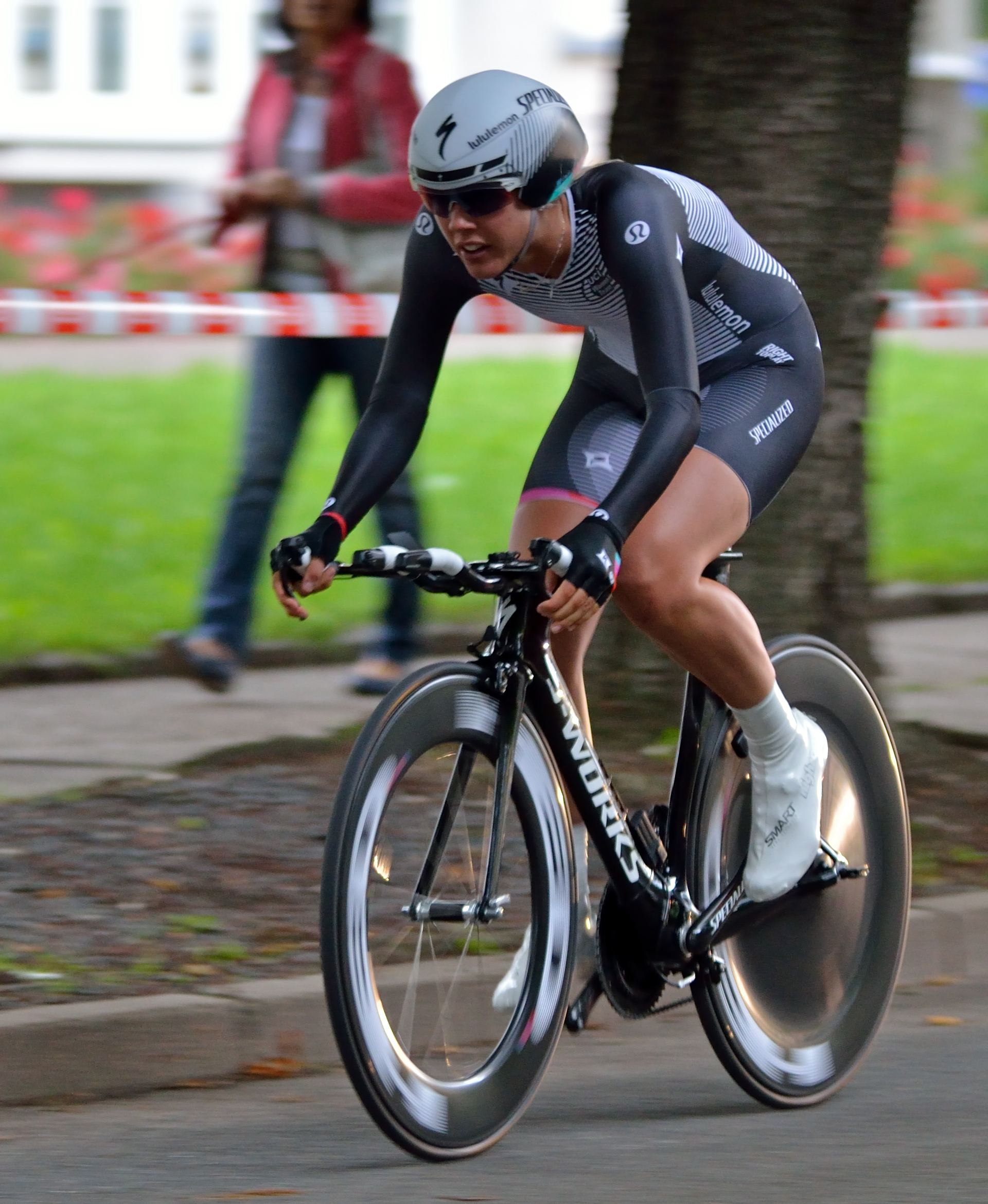
Emilia Fahlin bei der Internationalen Thüringen-Rundfahrt der Frauen 2012

Emilia Fahlin (* 24. Oktober 1988 in Örebro) ist eine schwedische Radrennfahrerin.

## Sportliche Laufbahn
2005 wurde Emilia Fahlin schwedische Junioren-Meisterin im Straßenrennen, im Einzelzeitfahren belegte sie Platz zwei. 2007 unterschrieb sie einen Vertrag mit Team T-Mobile, 2008 mit HTC-Highroad-Women-Team bzw. seinen Nachfolgeteams. 2008 wurde sie schwedische Meisterin im Straßenrennen der Elite, gewann die Gesamtwertung der Svanesunds 3-dagars sowie gemeinsam mit ihrem Team die erste Etappe des Giro della Toscana Femminile, einem Mannschaftszeitfahren.
2009 wurde Fahlin schwedische Meisterin im Einzelzeitfahren, belegte Platz zwei in dieser Disziplin bei den Europameisterschaften (Nachwuchs) und gewann die Tour of California Women's Criterium. 2010 wurde sie zweifache schwedische Meisterin im Straßenrennen und im Einzelzeitfahren, erneut Vize-Europameisterin im Zeitfahren und gewann neuerlich mit ihrem Team das Mannschaftszeitfahren beim Giro della Toscana. Zudem belegte sie bei den UCI-Straßen-Weltmeisterschaften 2010 im australischen Geelong Platz neun im Zeitfahren. 2011 wurde sie zum dritten Mal schwedische Meisterin im Zeitfahren und wiederholte bei den UCI-Straßen-Weltmeisterschaften 2011 in Kopenhagen ihren neunten Platz aus dem Vorjahr. Bei der Tour Cycliste Féminin International de l’Ardèche gewann sie vier Etappen. 2013 wurde sie ein weiteres Mal schwedische Straßenmeisterin.
Nach einer längeren Durststrecke gewann Emilia Fahlin 2016 das schwedische Radrennen Open de Suède Vårgårda. Im Straßenrennen der Olympischen Spiele 2016 in Rio belegte sie Rang 27. Vier Jahre zuvor, bei den Olympischen Spielen in London, wurde sie 19. im Straßenrennen und 17. im Einzelzeitfahren.
2018 gewann sie das tschechische Etappenrennen Gracia Orlová und wurde bei der Ladies Tour of Norway Zweite und bei der Lotto Belgium Tour Vierte in der Gesamtwertung. Zum Ende der Saison wurde Fahlin bei den Weltmeisterschaften in Innsbruck jeweils Vierte im Straßenrennen sowie gemeinsam mit ihrem Team Wiggle High5 im Mannschaftszeitfahren. Zudem wurde sie zum dritten Mal schwedische Straßenmeisterin.
Zur Saison 2019 wurde Fahlin Mitglied im damaligen Team FDJ Nouvelle-Aquitaine Futuroscope, bei dem sie bis zur Saison 2023 blieb. Trotz einer Vielzahl von Top-10-Platzierungen gelang ihr kein zählbarer Erfolg bei internationalen Rennen, auf nationaler Ebene sicherte sie sich 2023 erneut den Titel im Straßenrennen. Nach fünf Jahren wechselte sie zur Saison 2024 zum Team Arkéa-B&B Hotels Women.

## Erfolge
2005
- Schwedische Junioren-Meisterin – Straßenrennen

2008
- Mannschaftszeitfahren Giro della Toscana Femminile
- Schwedische Meisterin – Straßenrennen

2009
- Europameisterschaft (U23) – Einzelzeitfahren
- vier Etappen Tour Cycliste Féminin International de l’Ardèche
- Schwedische Meisterin – Einzelzeitfahren

2010
- Europameisterschaft (U23) – Einzelzeitfahren
- Mannschaftszeitfahren Giro della Toscana Femminile
- Nachwuchswertung Boels Rental Ladies Tour
- Schwedische Meisterin – Einzelzeitfahren

2011
- Prolog und drei Etappen Tour Cycliste Féminin International de l’Ardèche
- Schwedische Meisterin – Einzelzeitfahren

2012
- eine Etappe Energiewacht Tour

2013
- Schwedische Meisterin – Straßenrennen

2016
- Open de Suède Vårgårda

2018
- Gesamtwertung, Punktewertung und drei Etappen Gracia Orlová
- Schwedische Meisterin – Straßenrennen

2023
- Schwedische Meisterin – Straßenrennen